# Metamizol
Metamizol natrijum ili dipiron je snažan analgetik i antipiretik. On je u prodaji pod više imena, među kojima su Algozon, Algokalmin, Analgin, Dipirona, Novalgin, Neo-Melubrin i Optalgin. Metamizol je prvi put bio sintetisan u nemačkoj kompaniji Hoechst AG (danas deo kompanije Sanofi) 1920, a njegova proizvodnja je počela 1922. On je ostao dostupan širom sveta do 1970-ih, kada je otkriveno da postoji mali rizik od izazivanja agranulocitoze - potencijalno fatalnog stanja. Nivo rizika je još uvek kontroverzno pitanje. Više nacionalnih zdravstvenih organa je bilo potpuno zabranilo metamizol ili je ograničilo njegovu dostupnost na proskripcije, dok je u drugim zemljama dostupan na slobodno.

## Rizik od agranulocitoze
Nedavna istraživanje ukazuju da je učestalost agranulocitoze uzrokovane metamizolom između 0.2 i 2 slučaja po milionu ljudi, pri čemu je oko 7% svih slučajeva fatalno (pod uslovom da su svi pacijenti imali pristup urgentnoj medicinskoj nezi). Drugim rečima, može se očekivati 60 do 600 smrtnih slučajeva godišnje usled metamizola u zemlji sa 300 miliona ljudi, pod uslovom da svaka osoba uzima lek jednom mesečno. To nije veoma visok broj u poređenju sa drugim lekovima, na primer za lek klozapin je poznato da je bar 50 puta skloniji da izazove agranulocitozu. Nekad se smatralo da je rizik mnogo veći, te da je nedopustiv za analgetik sa prodajom na slobodno, posebno imajući u vidu postojanje bezbednijih alternativa (npr., aspirina i ibuprofena).

## Spoljašnje veze
- Bezbednost metamizola i paracetamola

|  | Molimo Vas, obratite pažnju na važno upozorenje u vezi sa temama iz oblasti medicine (zdravlja). |